# سونداخر
سونداخر هي قرية في مقاطعة ورزقان، إيران. عدد سكان هذه القرية هو 107 في سنة 2006.